# Eleições gerais de Botsuana em 2024
Eleições gerais foram realizadas em Botsuana em 30 de outubro de 2024 para determinar a composição do 13º Parlamento de Botsuana, bem como dos conselhos locais em todo o país. Estavam em disputa 61 cadeiras da Assembleia Nacional, bem como 609 cadeiras dos conselhos locais, todos eleitos pelo sistema de votação majoritário.
Nesta eleição o Partido Democrático de Botsuana (BDP) foi afastado do poder, encerrando 58 anos de governo de partido único após a independência em 1966. Grandes oscilações de eleitores em direção aos partidos da oposição levaram o BDP a cair para o quarto lugar.
O Umbrella for Democratic Change (UDC) ficou em primeiro lugar, garantindo a maioria absoluta e assegurando a eleição do Duma Boko como Presidente de Botswana, enquanto o Partido do Congresso do Botswana (BCP) ficou em segundo lugar, tornando-se a oposição oficial.
O antigo presidente Mokgweetsi Masisi reconheceu a derrota na manhã de 1 de novembro de 2024 e garantiu uma transferência pacífica do poder. Mais tarde nesse dia, o Presidente Boko foi empossado pelo Juiz Presidente Terence Rannowane, permitindo-lhe formar o primeiro governo não liderado pelo BDP.

## Partidos e candidatos
| Partido | Partido       | Partido       | Partido                                 | Ideologia política                       | Espectro                    | Líder da chapa      | Resultado de 2019 | Resultado de 2019 | Assentos conquistados |
| Partido | Partido       | Partido       | Partido                                 | Ideologia política                       | Espectro                    | Líder da chapa      | Porcentagem (%)   | Assentos          | Assentos conquistados |
| ------- | ------------- | ------------- | --------------------------------------- | ---------------------------------------- | --------------------------- | ------------------- | ----------------- | ----------------- | --------------------- |
|         | BDP           | BDP           | Partido Democrático do Botswana         | Conservadorismo paternalista             | Centro a centro-direita     | Mokgweetsi Masisi   | 52.65             | 38 / 57           | 37 / 57               |
|         | UDC           | UDC           | Umbrella for Democratic Change          | Social-democracia Populismo de esquerda  | Centro-esquerda a esquerda  | Duma Boko           | 35.88             | 15 / 57           | 7 / 57                |
|         | BCP           | BCP           | Partido do Congresso do Botswana        | Social-democracia                        | Centro-esquerda             | Dumelang Saleshando | 35.88             | 15 / 57           | 7 / 57                |
|         | BPF           | BPF           | Frente Patriótica do Botswana           | Populismo Pró-Ian Khama                  | Partido pega-tudo           | Mephato Reatile     | 4.41              | 3 / 57            | 4 / 57                |
|         | BMD           | BMD           | Movimento Para a Democracia do Botswana | Populismo de direita Direita cristã      | Direita                     | Thuso Tiego         | 0.27              | 0 / 57            | 0 / 57                |
|         | BRP           | BRP           | Partido Republicano do Botswana         | Democracia cristã Conservadorismo social | Centro-direita a direita    | Biggie Butale       | did not exist     | did not exist     | 0 / 57                |
|         | RAP           | RAP           | Partido Alternativa Real                | Socialismo Socialismo revolucionário     | Esquerda a Extrema-esquerda | Gaontebale Mokgosi  | 0.02              | 0 / 57            | 0 / 57                |
|         | Independentes | Independentes | Independentes                           | Independentes                            | Independentes               | Independentes       | Independentes     | Independentes     | 2 / 57                |